# Економічний форум у Криниці
Економічний форум в Криниці — міжнародна зустріч представників економічної та політичної еліти Центрально-Східної Європи, яка щороку, починаючи з 1992, відбувається в місті Криниця-Здруй в першій половині вересня. Ініціатор конференції — Зигмунт Бердиховський, а організатор - Фонд Інститут Східних Досліджень.
Економічний форум в Криниці розвинувся з невеликої конференції, на котру в 1992 році приїхало близько 100 учасників – переважно з Польщі. Сьогодні Форум вважається найбільшим та найвідомішим заходом, де зустрічаються представники світу політики та бізнесу Центрально-Східної Європи.
За словами організаторів, місія Економічного форуму — створення сприятливого клімату для розвитку політичної та економічної співпраці в Європі. Протягом багатьох років в Криниці лунають важливі декларації, котрі стосуються економічної політики, а заяви учасників конференції цитуются світовіими ЗМІ та обговорюються в експертських колах.

## Учасники

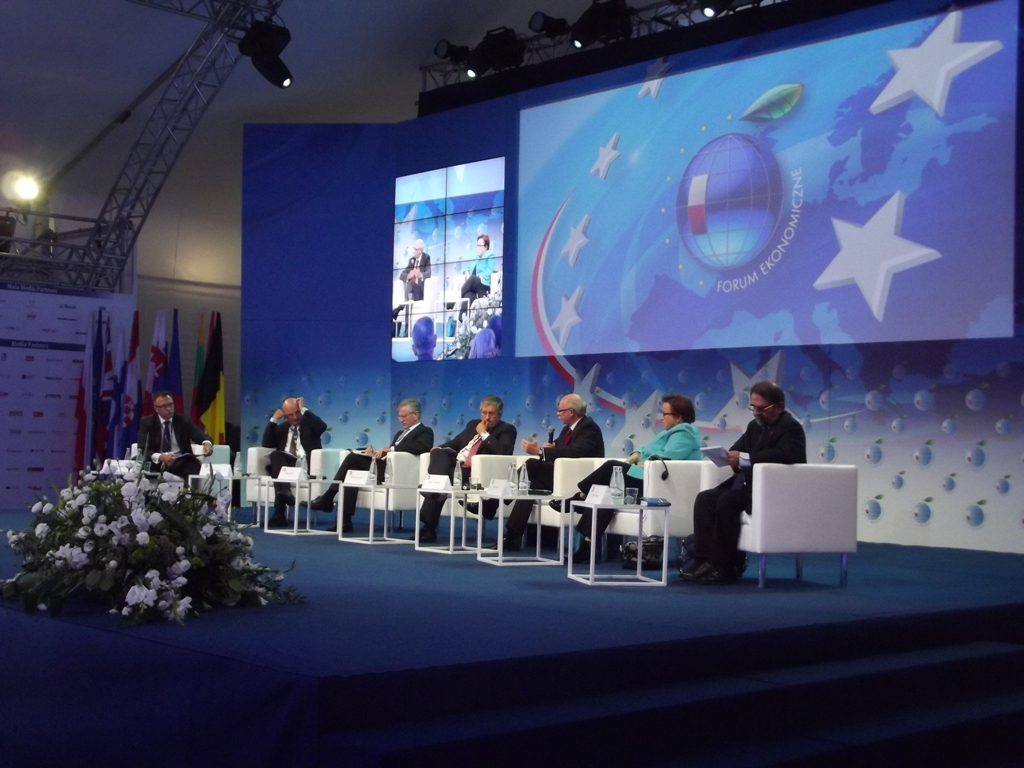
Дискусія на XXIII Економічному Форумі в Криниці, 4 вересня 2013

Серед учасників форуму — президенти, прем’єр-міністри, євросоюзні політики, члени парламентів, голови найбільших корпорацій, експерти, представники місцевого самоврядування, світу культури, науки та журналісти. В XXVI Економічному форумі в 2016 році брали участь понад 3000 учасників з 60 країн – лідери політичного, економічного та соціального життя з Європи, Азії та США.
Участь у минулих Форумах брали, зокрема:
Валдас Адамкус, Хосе Марія Аснар, Гордон Байнаї, Жозе Мануель Баррозу, Марек Белька, Елмар Брок, Єжи Бузек, Еміль Константінеску, Массімо Д'Алема, Норман Девіс, Валдіс Домбровскіс, Анджей Дуда, Мікулаш Дзурінда, Роберт Фіцо, Влад Філат, Ян Фішер, Колинда Грабар-Кітарович, Альфред Гузенбауер, Даля Грибаускайте, Ребекка Гармс, Вацлав Гавел, Тоомас Гендрік Ільвес, Георге Іванов, Арсеній Яценюк, Віктор Янукович, Сергій Ястржембський, Віктор Ющенко, Ярослав Качинський, Ева Копач, Александр Кваснєвський, Броніслав Коморовський, Горст Келер, Мілан Кучан, Вітаутас Ландсберґіс, Томас де Мезьєр, Степан Месич, Маріо Монті, Лешек Міллер, Джорджо Наполітано, Віктор Орбан, Андріс Пієбалґс, Петро Порошенко, Міхеіл Саакашвілі, Жоржі Сампайю, Карел Шварценберг, Богуслав Соботка, Ласло Шойом, Беата Шидло, Борис Тадич, Мірек Тополанек, Дональд Туск, Вайра Віке-Фрейберга, Лех Валенса, Хосе Луїс Сапатеро.

## Дебати
Під час Форуму відбувається близько 150 дебат, розділених на тематичні блоки, які включають в себе найважливіші галузі економіки, в тч:
- Бізнес і управління
- Макроекономіка
- Нова економіка
- Інновації
- Енергетика
- Держава і реформи
- Охорона здоров’я

## ЗМІ
На Форумі присутні представники ЗМІ з усього світу, описи проведених дискусій можна знайти в міжнародних виданнях, таких як: Bloomberg, AFP, Euronews, Reuters, ТАСС, а також на перших шпальтах найбільш впливових щоденних газет, в тому числі The Wall Street Journal, Die Welt, Коммерсант, Financial Times.

## Зовнішні посилання
Інтернет-сторінка Економічного форуму в Криниці [Архівовано 17 травня 2017 у Wayback Machine.]